# 碳水化合物计数法
碳水化合物计数法（Carbohydrate counting，或carb counting）是糖尿病患者制订饮食计划的一种简便、有效的方法，是一种计算一日正餐和点心中的碳水化合物克数或食物份数大小的方法，它可以将一餐所吃食物中碳水化合物的含量与餐后血糖水平准确地联系起来，使糖尿病患者很容易地达到血糖控制的目的，同时又可以增加食物的选择性。通过平均分配一天各餐中含有碳水化合物的食物，并且保持每餐或每顿点心摄入相同的碳水化合物数量，从而使糖尿病患者可以较好地控制血糖在目标范围内。碳水化合物计数法又分为基础法和高级法，前者主要用于制订饮食计划，后者用于计算胰岛素的治疗剂量。
食物中含有碳水化合物、脂肪和蛋白质，这些营养素是身体能量的来源。此外，食物还含有其他重要的营养素如维生素和矿物质等。那为什么仅计数碳水化合物呢？这是因为食物中的碳水化合物对血糖的影响最大。
在进餐后一小时左右的时间内，所吃食物中 90%~100%的碳水化合物会转变成为葡萄糖，并且进入血液中。也就是说，食物中的碳水化合物转化成为葡萄糖的速度很快，并且转化量大。这也表明，在测定餐后1或2小时血糖水平时，升高的血糖值主要是由你所进食的碳水化合物转变成为葡萄糖，并进入血液中所造成的。
膳食中的脂肪和蛋白质在短期血糖控制中的作用较小。食物中的脂肪仅有一少部分会转化成为葡萄糖进入血液中，在每日血糖控制中的作用很小。而食物中的蛋白质也只有一部分会转化成为葡萄糖，并且这种转化速度非常缓慢。由于蛋白质仅占总能量的10%~20%，因此蛋白质对血糖的控制不足10%。